# دریادار آسیایی
دریادارهای آسیایی (نام علمی: Auzakia) نام یک سرده از زیرخانواده دریابدها است. این سرده یک گونه به نام دریادار یا دریادار آسیایی دارد.